# La Neuville-à-Maire
La Neuville-à-Maire é uma comuna francesa na região administrativa de Grande Leste, no departamento das Ardenas. Estende-se por uma área de 7,26 km². Em 2010 a comuna tinha 122 habitantes (densidade: 16,8 hab./km²).